# Deução Kobe
Il Deução Kobe (デウソン神戸?) è una squadra giapponese di calcio a 5, con sede a Kōbe.
Milita in F. League.

## Storia
Fondata nel 1993, milita nella F. League, la massima serie del campionato giapponese di calcio 5.

## Colori e simbolo

### Colori
I colori della maglia dei Deução Kobe sono il giallo e il verde.

## Stadio
I Deução giocano le loro partite casalinghe alla Kobe Arena, che contiene circa 4.800 posti.

## Palmarès

### Competizioni nazionali
- F. League : 2007-2008, 2008-2009, 2011-2012

3º posto